# کاتالونیا
کاتالونیا (به اسپانیایی: Cataluña) (کاتالان: Catalunya، اکسیتان: Catalonha) یک منطقه خودمختار اسپانیایی است که در انتهای شمال شرقی شبه‌جزیره ایبری واقع شده‌است. کاتالونیا یکی از هشت منطقه اسپانیا است که بنا به وضعیت خودمختاری‌اش به عنوان ملیت تعیین شده‌است. کاتالونیا شامل چهار استان بارسلونا، استان لریدا، استان خیرونا و استان تاراگونا است. پایتخت و بزرگ‌ترین شهر آن بارسلونا است که دومین شهر پرجمعیت اسپانیا و هسته هفتمین منطقه پرجمعیت شهری در اتحادیه اروپا است. کاتالونیا شامل قلمرو سابق مسیحی کاتالونیاست. این منطقه از شمال به فرانسه و آندورا، از شرق به دریای مدیترانه، از غرب به جوامع مستقل آراگون و از جنوب به بخش خودمختار والنسیا محدود می‌شود، همچنین گوشه‌ای از فرانسه که هم‌مرز با کاتالونیای اسپانیا است و کشور کوچک آندورا، کاتالونی زبان است و در کل می‌توان گفت که مساحت کل منطقهٔ کاتالونیا حدود ۴۰٬۰۰۰ کیلومترمربع است. زبان رسمی آن زبان کاتالان، زبان اسپانیایی و گویش آرانی اکسیتان است.
در اواخر قرن نهم، مناطق مارس گوتیا و مارس اسپانیایی‌تبار توسط امپراتوری کارولنژی به عنوان واسط‌های فئودالی در سراسر و در نزدیکی پیرنه‌های شرقی به عنوان یک مانع دفاعی علیه تهاجم اندلس (اسلامی) ایجاد شد. ایالت‌های شرقی این راهپیمایی‌ها تحت حکومت واشنگ فرانکیس، «تعداد بارسلونا»، و بعدها کاتالونیا نامیده می‌شدند. در سال ۱۱۳۷، کاتالونیا و پادشاهی آراگون از طریق ازدواج تحت تاج آراگون متحد شدند و حکومت کاتالونیا پایه‌ای از قدرت دریایی آراگون و گسترش در دریای مدیترانه بود. در قرون وسطی، ادبیات کاتالان شکوفا شد. بین سال‌های ۱۴۶۹ و ۱۵۱۶، پادشاه آراگون و ملکه کاستیا با یکدیگر ازدواج کردند و سلطنت خود را با هم ادغام و همه نهادهای متمایز، دادگاه‌ها و قانون اساسی را حفظ کردند.
در طول جنگ فرانسه-اسپانیا (۱۶۳۵–۱۶۵۹)، کاتالونیا در برابر حضور گسترده و سنگین ارتش سلطنتی در قلمرو خود، شورش کرد (۱۶۴۰–۱۶۵۲)، و به عنوان یک جمهوری تحت حفاظت فرانسه تبدیل شد. در یک دوره کوتاه فرانسه کنترل کامل کاتالونیا را به عهده گرفت که هزینه اقتصادی بالایی برای کاتالونیا داشت. تا سرانجام ارتش اسپانیا با آن مخالفت کرد و تحت شرایط معاهده پیرنه در سال ۱۶۵۹، که به جنگ گسترده فرانسه و اسپانیا پایان داد، پادشاهی اسپانیا بخش‌های شمالی کاتالونیا را که عمدتاً در روسیسلون در فرانسه مستقر بودند، متوقف کرد. در طول جنگ‌های جانشینی اسپانیا (۱۷۰۱–۱۷۱۴)، پادشاهی آراگون در مقابل پادشاهی فلیپه پنجم از دودمان بوربون اسپانیا ایستاد و پیروزی‌های بعدی منجر به لغو نهادهای غیر کاستیلی در کل اسپانیا و جایگزینی زبان‌های لاتین و دیگر زبان‌ها (مانند کاتالان) با اسپانیایی در اسناد قانونی شد.
در قرن نوزدهم، کاتالونیا به شدت تحت تأثیر جنگ‌های ناپلئونی و کارلست قرار گرفت. در نیمه دوم قرن بیستم، کاتالونیا صنعتی شدن را تجربه کرد. به عنوان ثروت از رشد صنعتی، کاتالونیا شاهد یک رنسانس فرهنگی همراه با ملی‌گرایی شد، در حالی که چندین جنبش کارگری ظاهر شد. در سال ۱۹۱۴، چهار استان کاتالان تشکیل یک مشترک‌المنافع دادند و با بازگشت دموکراسی در جمهوری دوم اسپانیا (۱۹۳۱–۱۹۳۹)، کاتالونیا به عنوان یک دولت خودمختار دوباره بازسازی شد. پس از جنگ داخلی اسپانیا، دیکتاتوری فرانکو اقدامات سرکوبگرانه، لغو موسسات کاتالان و منع استفاده رسمی از زبان کاتالان را تصویب کرد. از اواخر دهه ۱۹۵۰ تا اوایل دهه ۱۹۷۰، کاتالونیا شاهد رشد سریع اقتصادی و جذب بسیاری از کارگران از سراسر اسپانیا بود که بارسلونا را یکی از بزرگ‌ترین مناطق شهری صنعتی در اروپا ساخت و کاتالونیا را به مقصد مهم توریستی تبدیل کرد لذا در دوران انتقال به دمکراسی (۱۹۷۵–۱۹۸۲)، کاتالونیا استقلال محلی قابل توجهی در امور سیاسی، آموزشی، زیست‌محیطی، فرهنگی به دست آورد و در حال حاضر یکی از جوامع پویای اقتصادی در اسپانیا است.

## ریشه نام
کاتالونیا از آمیختگی دو تیرهٔ گوت و آلان‌ها تشکیل شده که همان گوت+آلانیا است.

## سیاست
کاتالونیا به لحاظ مالی و بانکی و امور بندری مهم‌ترین بخش خودمختار اسپانیا به شمار می‌رود و نزدیک به ۲۱ درصد تولید ناخالص ملی اسپانیا در کاتالونیا انجام می‌شود. یکی از خواسته‌های دولت کاتالونیا در سال‌های اخیر پرداخت سهم کمتری از مالیات‌هایی که از مردم این ایالت اخذ می‌شود به دولت مرکزی و تعیین سقف مالیات‌ها توسط دولت محلی بوده‌است. آن‌ها معتقدند تعهدات مالی این ایالت به دولت مرکزی باعث شده تا کاتالونیا به رغم توان اقتصادی بالایش به مقروض‌ترین ایالت اسپانیا بدل شده و نزدیک به ۴۲ میلیارد یورو بدهی داشته باشد.
گرایش‌های جدایی خواهانه در کاتالان که در دهه‌های گذشته در اقلیت بود در سال‌های اخیر قدرت بیشتری گرفته‌اند. جدایی‌خواهان کاتالونیا و شماری از اقتصاددانان معتقدند جدایی این ایالت از دولت مرکزی به سود آن خواهد بود چرا که ۲۷ درصد صادرات اسپانیا از این منطقه است و ۲۵ درصد توریست‌های اسپانیا نیز مقصدشان کاتالونیا است. همچنین سهمی که کاتالونیا از دولت مرکزی می‌گیرد ۱۵ میلیارد یورو کمتر از سهمی است که کاتالونیا به خزانه مرکزی می‌پردازند. این در حالیست که برخی کارشناسان اقتصادی دیگر معتقدند کاتالونیای مستقل به لحاظ اقتصادی توان ادامه حیات ندارد به ویژه اگر به عضویت اتحادیه اروپا پذیرفته نشود و صادراتش به اسپانیا نیز قطع شود.
طبق آخرین همه‌پرسی در ژوِییه ۲۰۰۶ کاتالونیا به بخشی خودمختار تبدیل شد و از نظر درآمدهای مالیاتی و کنترل بر مرزها و فرودگاه‌ها و قوانین مهاجرتی مستقل‌تر از قبل شد.
پس از برگزاری یک همه‌پرسی در خصوص استقلال کاتالونیا از اسپانیا و موافقت رای‌دهندگان، پارلمان کاتالونیا در ۲۷ اکتبر ۲۰۱۷ به طور یکجانبه از اسپانیا اعلام استقلال کرد. در پی این اقدام سنای اسپانیا با حکمی که تصویب کرد خودمختاری کاتالونیا را لغو و حاکمیت مستقیم اسپانیا بر این منطقه را اعمال کرد.

### بازگشت به قدرت
در روز ۱ ژوئن ۲۰۱۸ ملی‌گرایان کاتالونیا بار دیگر کنترل این ناحیه را در دست گرفتند، «کوئیم تورا» رهبر کاتالونیا در مراسم سوگند خود گفت که کابینه او متعهد به تشکیل «دولتی ملی در قالب جمهوری» است. وی از نخست‌وزیر جدید اسپانیا، پدرو سانچز، خواست: «بیایید صحبت کنیم، بیایید مسئله را حل کنیم، بیایید خطر کنیم، من و شما. ما نیازمند آن هستیم که دور یک میز بنشینیم و مذاکره کنیم؛ دولت در برابر دولت.» ۸ مرد و ۶ زن کابینه جدید کاتالونیا را تشکیل می‌دهند و السا آرتادی سخنگوی جدید آن می‌باشد اما گویا مهم‌ترین مانع و مخالف استقلال کامل کاتالونیا، مقام پاپ واتیکان است.

## تاریخ

### ماقبل تاریخ
نخستین شهرک‌های شناخته شده انسانی در حال حاضر در کاتالونیا در ابتدای پارینه‌سنگی میانی بود. دوران نوسنگی در کاتالونیا حدود ۶۰۰۰ سال قبل از میلاد آغاز شد، هرچند به دلیل فراوانی جنگل‌ها رشد جمعیت شهرت‌های ثابت از شهرهای دیگر کندتر بود.

## جمعیت
کاتالونیا دارای ۸ میلیون و پانصد هزار نفر جمعیت است. (سال ۲۰۱۷)

## جغرافیا
مرکز کاتالونیا شهر بارسلون است.
این بخش از چهار استان تشکیل شده‌است که عبارتنداز:
- استان بارسلون
- استان خرنا
- استان لریدا
- استان تاراگونا

## زبان
بر پایه آخرین سرشماری که توسط دولت در سال ۲۰۰۹ انجام گرفت. اکثریت مردم اسپانیایی را به عنوان زبان خود بیان کردند (۴۶٫۵۳٪ اسپانیایی و ۳۷٫۲۶٪ کاتالان). در استفاده روزانه ۴۵٫۹۲٪ ادعا داشتند بیشتر از زبان اسپانیایی و ۳۵٫۵۴٪ از زبان کاتالان به عنوان زبان اصلی و ۱۱٫۹۵٪ نیز ادعا داشتند که از هر دو زبان به یک میزان استفاده می‌کنند. تفاوت قابل توجهی که بین بارسلونا (و تا حدود کمتری منطقه تارگونا) با دیگر نقاط کاتالان دیده می‌شود این است که زبان اسپانیایی در این دو منطقه بیشتر از دیگر مناطق صحبت می‌شود در حالی که در سایر مناطق این ایالت زبان کاتالان غالب است.
آموزش زبان کاتالان در تقریبا همه ایالت رایگان است. هرچند در محیط کار به این زبان احتیاج نیست اما از پیش نیازهای یافتن شغل است. کاتالان ها به‌ندرت به انگلیسی یا زبان دیگری صحبت می‌کنند. آن‌ها عموماً خود را دو زبانه (کاتالان و کاستلا/اسپانیایی) می‌دانند.

## معماری
از بناهای موجود در این ناحیه می‌توان به کلیسای خاندان مقدس (La Sagrada Familia) اثر آنتونیو گادی اشاره کرد.

## آثار ثبت شده در فهرست میراث جهانی یونسکو
آثار زیر ثبت شده در فهرست میراث جهانی یونسکو در کاتالونیا قرار دارند:
- مرکز باستان‌شناسی در استان تاراگونا
- کلیسای رومی وار وال دو بوآ در استان یدا
- قلعه پوبلت در تاراگونا
- آثار معماری لوییز دومانچه‌ای مونتانر
  - قصر موسیقی کاتالان در بارسلونا
  - بیمارستان سنت پائول در بارسلونا
- آثار معماری آنتونی گادی
  - کلیسای خاندان مقدس (ساگرادا فامیلیا) در بارسلونا
  - کازا میلا در بارسلونا
  - کازا بالّو در بارسلونا
  - کازا ویسنس در بارسلونا
  - پارک گوئل در بارسلونا
  - کاخ گوئل در بارسلونا

## ایرانیان در کاتالونیا
در زمان حکومت دقیانوس که مصادف با قدرت‌گیری اردشیر بابکان در ایران و راندن بسیاری از نجبای اشکانی بود، مردم کاتالونیا از دو نجیب‌زاده ایرانی «آبدوس و سنان» یاد می‌کنند که شاهزادگانی جنگاور بودند و به مردم این منطقه فنون رزم آموخته و خود نیز در همین راه کشته شدند و پس از آن به مقام قدیس رسیدند. این دو ایرانی از احترام بسیاری در فرهنگ کاتالونیا برخوردارند و جشن بزرگداشت آن دو توسط کلیسای کاتولیک در ماه ژوئن است.